# Haydock
Haydock, wieś w dystrykcie metropolitalnym St. Helens, 11 962 mieszkańców (2001). Na terenie wsi znajduje się tor wyścigów konnych Haydock Park Racecourse.